# 東京大学運動会準硬式野球部
東京大学運動会準硬式野球部（とうきょうだいがくうんどうかいじゅんこうしきやきゅうぶ、英語: The University of Tokyo Junko Baseball Club）は、東京六大学準硬式野球連盟に所属する大学野球チーム。準硬式野球を行う団体で、東京大学の学生によって構成されている。
東京大学には鉄門野球部と呼ばれる医学部・理科三類の学生のみで構成される準硬式野球チームも存在するが、この項では全学（医学部生・理科三類生も加入可能）の団体である運動会準硬式野球部についてのみ記述する。また、東京大学運動会には硬式野球部、軟式野球部も存在するが、「東京大学野球部」、「東大野球部」と言った場合硬式野球部のことを指すことが多く、この部の略称は「東大準硬」である。

## 歴史
準硬式野球は歴史上、軟式野球の一種として発展し、かつて大学軟式野球とは現在の準硬式野球のことを示していた。のちにそれまで小学生・中学生向けのボールとして発展してきた中空軟式球の一般用規格が発売され、次第に中空軟式と区別のしやすい準硬式という名称が定着していった。その経緯から、所属連盟やこの部も軟式と付く名称で発足し、のちに準硬式と改名している。現在の東京大学運動会軟式野球部は、この部が準硬式野球部と名を改めたのちの2000年（平成12年）に運動会に正式加盟した別組織である。
- 1939年（昭和14年）　東京六大学軟式野球リーグ発足。東大も初年度より参加する。
- 1940年（昭和15年）　秋に全勝優勝を遂げる。
- 1941年（昭和16年）　戦争により中断。
- 1947年（昭和22年）　春よりリーグ戦再開。東京六大学連盟はこの時点を正式な創設年としている。
- 1949年（昭和24年）　全日本大学軟式野球連盟発足。同時に東京大学軟式野球部誕生。使用球は軟式B号球（現在の準硬式球）。
- 1950年（昭和25年）　軟式Ｂ号球が大学軟式野球の公式使用球となる。これ以前は中空のA号球（現在のB号のサイズ）を使用。
- 1953年（昭和28年）　東京大学運動会より活動費の支給が始まる。
- 1955年（昭和30年）　東京大学運動会正式加盟。
- 1967年（昭和42年）　第14回東日本大学準硬式野球大会で優勝する。（全日本選抜大学準硬式野球大会の前身）
- 1980年（昭和55年）　学長特別賞を受賞。
- 1981年（昭和56年）　運動会長奨励賞を受賞。
- 1985年（昭和60年）　再び運動会長奨励賞を受賞。軟式野球ボールの名称が変更になる。準硬式球はB号→H号に、軟式球はL号→A号、A号→B号へ。
- 1992年（平成4年）　全日本大学軟式野球連盟と全日本学生軟式野球連盟（A号）が合併。全日本大学軟式野球連盟「準硬式の部」となる。
- 1998年（平成10年）　東京六大学軟式野球連盟が東京六大学準硬式野球連盟に改称。この部も東京大学運動会準硬式野球部に名称変更する。
- 2000年（平成12年）　全日本大学軟式野球連盟が軟式の部を切り離し、全日本大学準硬式野球連盟に改称。
- 2015年（平成27年）　東京大学運動会正式加盟60周年。

## 戦績
近年の東京六大学準硬式野球連盟リーグ戦でのチームの戦績は以下のとおり。2010年以降コンスタントに勝利を記録し、2019年には年間5勝を記録した。ただし勝ち点を奪うまでには至っておらず、最下位脱出は叶っていない。
| 年度 | 春/秋 | 勝敗       | 順位 | 備考 |
| ---- | ----- | ---------- | ---- | --- |
| 2004 | 春    | 0勝10敗    | 6位  | |
| 2004 | 秋    | 0勝10敗    | 6位  | |
| 2005 | 春    | 0勝10敗1分 | 6位  | 明大と引き分ける。 |
| 2005 | 秋    | 0勝10敗    | 6位  | |
| 2006 | 春    | 0勝10敗    | 6位  | |
| 2006 | 秋    | 0勝10敗    | 6位  | |
| 2007 | 春    | 0勝10敗    | 6位  | |
| 2007 | 秋    | 0勝10敗    | 6位  | |
| 2008 | 春    | 1勝10敗    | 6位  | 慶大に完封勝利。 |
| 2008 | 秋    | 0勝10敗    | 6位  | |
| 2009 | 春    | 0勝10敗    | 6位  | |
| 2009 | 秋    | 0勝10敗    | 6位  | |
| 2010 | 春    | 1勝10敗    | 6位  | 早大から1勝を挙げる。 |
| 2010 | 秋    | 0勝10敗    | 6位  | |
| 2011 | 春    | 0勝10敗    | 6位  | |
| 2011 | 秋    | 0勝10敗    | 6位  | |
| 2012 | 春    | 0勝10敗    | 6位  | 岡部泰三がベストナイン（遊撃）受賞。                                                                                       |
| 2012 | 秋    | 1勝10敗    | 6位  | 明大から1勝も第3戦延長13回の末勝ち点を逃す。 岡部泰三が防御率2位(1.69)、宮田陽司が打率3位(.375)。                          |
| 2013 | 春    | 2勝10敗    | 6位  | 明大、立大から1勝ずつ挙げる。                                                                                              |
| 2013 | 秋    | 0勝10敗    | 6位  | 岡部泰三が打率2位(.412)。                                                                                                  |
| 2014 | 春    | 1勝10敗    | 6位  | 法大から1勝を挙げる。 |
| 2014 | 秋    | 0勝10敗    | 6位  | |
| 2015 | 春    | 1勝10敗    | 6位  | 慶大に完封勝利。 |
| 2015 | 秋    | 0勝10敗    | 6位  | |
| 2016 | 春    | 0勝10敗    | 6位  | |
| 2016 | 秋    | 0勝10敗    | 6位  | |
| 2017 | 春    | 0勝10敗    | 6位  | |
| 2017 | 秋    | 0勝10敗    | 6位  | |
| 2018 | 春    | 1勝10敗    | 6位  | 慶大から1勝を挙げる。 |
| 2018 | 秋    | 1勝10敗    | 6位  | 立大から1勝を挙げる。 |
| 2019 | 春    | 3勝10敗    | 6位  | 早大、慶大、法大から1勝ずつ挙げる。                                                                                        |
| 2019 | 秋    | 2勝10敗    | 6位  | 早大、慶大から1勝ずつ挙げる。開幕戦で全日本選手権優勝の早大を破る。 楠凱斗が防御率3位(2.67)、高田泰輔が年通算4勝を挙げる。 |
| 2020 | 春    |            |      | 新型コロナウイルス拡大防止の為中止。                                                                                       |
| 2020 | 秋    | 0勝5敗     | 6位  | |
| 2021 | 春    | 0勝10敗    | 6位  | |
| 2021 | 秋    | 1勝9敗     | 6位  | 法大から1勝を挙げる。 |
| 2022 | 春    | 0勝10敗    | 6位  | |
| 2022 | 秋    | 3勝10敗    | 6位  | 慶大、明大、立大から1勝ずつ挙げる。                                                                                        |
| 2023 | 春    | 0勝10敗    | 6位  | |
| 2023 | 秋    | 0勝10敗    | 6位  | |

その他の大会については過去5年分を遡って掲載する。
| 西暦年 | 関東選手権大会 | 双青戦（京大戦） | 国公立戦 | 七大戦                 |
| ------ | -------------- | ---------------- | -------- | ---------------------- |
| 2012   | 2回戦敗退      | 敗北             | 不参加   | 悪天候により大会不成立 |
| 2013   | 3回戦敗退      | 敗北             | 準優勝   | 5位                    |
| 2014   | 2回戦敗退      | 勝利             | 不参加   | 準優勝                 |
| 2015   | 2回戦敗退      | 敗北             | 準優勝   | 7位                    |
| 2016   | 3回戦敗退      | 敗北             | 不参加   | 4位                    |

## 主な活動
- 関東地区大学準硬式野球選手権大会（3月）
- 東京六大学準硬式野球連盟リーグ戦（春季・秋季）
- 双青戦（7月上旬、京都大学との定期戦）
- 東京地区国公立大学戦（7月）
- 全国七大学総合体育大会（8月）

## 本拠地
- 東京大学駒場キャンパス野球場